# Margaromma
Genre
Synonymes
- Hadrosoma Keyserling, 1882 nec Agassiz, 1846
- Bootes Peckham & Peckham, 1886

Margaromma est un genre d'araignées aranéomorphes de la famille des Salticidae.

## Distribution
Les espèces de ce genre se rencontrent en Océanie sauf Margaromma spatiosum de Bornéo et Margaromma nitidum du Cameroun.

## Liste des espèces
Selon World Spider Catalog (version 23.5, 13/09/2022) :
- Margaromma doreyanum (Walckenaer, 1837)
- Margaromma funestum Keyserling, 1882
- Margaromma imperiosum Szombathy, 1915
- Margaromma namukana Roewer, 1944
- Margaromma nitidum Thorell, 1899
- Margaromma obscurum (Keyserling, 1882)
- Margaromma soligena Simon, 1901
- Margaromma spatiosum Peckham & Peckham, 1907

## Systématique et taxinomie
Ce genre a été décrit par Keyserling en, 1882.
Hadrosoma Keyserling, 1882, préoccupé par Hadrosoma Agassiz, 1846, remplacé par Bootes ont été placés en synonymie par Simon en 1901.

## Publication originale
- Keyserling, 1882 : Die Arachniden Australiens. Nürnberg, vol. 1, p. 1325-1420 (texte intégral).